# Tilbury

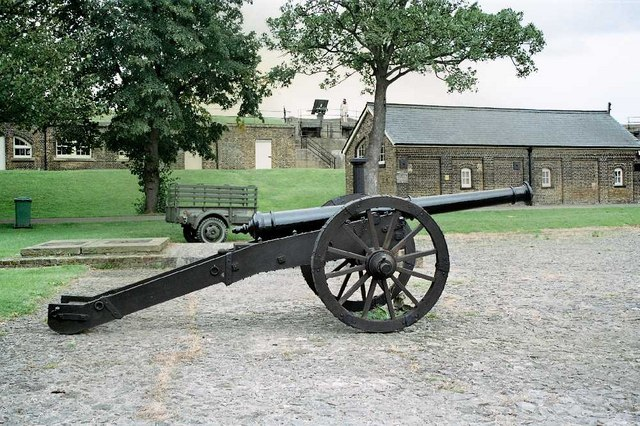
Tilbury Fort.

Tilbury är en stad i distriktet Thurrock i Essex i Storbritannien.
Tilbury hade 12 091 invånare år 2001. Staden ligger vid norra sidan av Themsens mynning.

## Historik
Vid mitten av 600-talet grundade biskopen av Östra Sachsen, Cedd, klostret Tilaburg, vilket var ett betydande missionscentrum på sin tid.
Befästningen Tilbury Fort anlades 1539 av Henrik VIII. Elisabeth I hade 1588 sin huvudarmé stationerad i Tilbury i beredskap för angrepp av den spanska armadan mot London. Fästningen var också betydelsefull under krigen mellan England och Holland. 
3,8 kilometer öster om Tilbury ligger 1800-talsbefästningen Coalhouse Fort, som var av strategisk betydelse under första världskriget och andra världskriget.

## Näringsliv
Tilburys hamn är den tredje största i Storbritannien efter London och Felixstowe. Sysselsättningen i staden har till 1980-talet dominerats av hamnen, men efter övergången till containerhantering har sysselsättningen kraftigt gått ned, och staden tillhör, trots närheten till London, numera de fattigaste orterna i England.

## Kommunikation
Tilbury ligger vid järnvägslinjen London, Tilbury and Southend Railway som förbinder Tilbury med Fenchurch Street station i London. Staden har två järnvägsstationer: Tilbury City och Tilbury East. Den tredje, Tilbury Riverside, lades ned 1990.
En färjelinje förbinder Tilbury med Gravesend på södra sidan av Themsenmynningen.